# آنا كافان
آنا كافان (بالإنجليزية: Anna Kavan)‏ (10 أبريل 1901، كان في فرنسا - 5 ديسمبر 1968، لندن في المملكة المتحدة)؛ رسامة، كاتِبة وروائية بريطانية.

## روابط خارجية
- آنا كافان على موقع IMDb (الإنجليزية)
- آنا كافان على موقع الموسوعة البريطانية (الإنجليزية)